# Rasswet (Kaliningrad, Prawdinsk)
Rasswet (russisch Рассвет, deutsch Schönwalde) war ein Ort in der russischen Oblast Kaliningrad (Gebiet Königsberg (Preußen)). Die Ortsstelle liegt im Gebiet des heutigen Munizipalkreises Rajon Prawdinsk (Stadtkreis Friedland).

## Geographische Lage
Die Ortsstelle von Rasswet liegt in der historischen Region Ostpreußen, neun Kilometer südöstlich der früheren Kreisstadt Friedland und heutigen Rajonshauptstadt Prawdinsk, sowie 29 Kilometer nordöstlich der  heute auf polnischem Staatsgebiet gelegenen Kreismetropole Bartenstein (polnisch Bartoszyce).

## Geschichte

### Ortsgeschichte
Für das Kirch- und Gutsdorf Schönwaldt wurde im Jahre 1389 die Handfeste vergeben. Nach 1595 Schoenwalde und erst ab 1820 Schönwalde genannt wurde der Ort am 11. Juni 1874  Amtsdorf und damit namensgebend für einen Amtsbezirk im Kreis Friedland (von 1927 bis 1945: „Kreis Bartenstein“) im Regierungsbezirk Königsberg der preußischen Provinz Ostpreußen. Hier war Schönwalde sowohl als Landgemeinde als auch als Gutsbezirk vertreten. Wenige Tage später – am 30. Juni 1874 – wurde aus dem Gutsbezirk Schönwalde das Vorwerk Marienberg (russisch Petrowka) samt Moritzblick herausgegliedert und als „Gutsbezirk Marienberg“ verselbständigt.
Im Jahre 1910 zählte Schönwalde 250 Einwohner, von denen 104 zur Landgemeinde und 146 zum Gutsbezirk gehörten.
Am 30. September 1928 vergrößerte sich die Landgemeinde Schönwalde, indem sie sich mit den Nachbargutsbezirken Eiserwerk (kein russischer Name bekannt), Marienberg (Petrowka) und Schönwalde zur neuen Landgemeinde Schönwalde zusammenschloss. Die Einwohnerzahl der auf diese Weise veränderten Gemeinde belief sich im Jahre 1933 auf 316 und im Jahre 1939 auf 327.
In Kriegsfolge wurde 1945 das gesamte nördliche Ostpreußen von der  Sowjetunion besatzungsrechtlich in eigene Verwaltung genommen. Im Jahre 1947 erhielt Schönwalde die russische Namensform „Rasswet“ und wurde in den Sewski selski Sowet/okrug (Dorfsowjet Sewskoje,  Böttchersdorf) im Rajon Prawdinsk eingegliedert. Aber das Dorf wurde nur noch anfangs besiedelt, bereits lange vor 1988 aber war es verlassen und gilt als untergegangen. Seine Ortsstelle gehört zum Munizipalkreis Rajon Prawdinsk (Stadtkreis Friedland) in der Oblast Kaliningrad (Gebiet Königsberg (Preußen)) innerhalb der Russischen Föderation.

### Amtsbezirk Schönwalde (1874–1945)
Zum 1874 errichteten Amtsbezirk Schönwalde gehörten bis zu elf Kommunen. Aufgrund struktureller Veränderungen waren es am Ende noch zwei:
| Deutscher Name                      | Russischer Name | Anmerkungen                                       |
| ----------------------------------- | --------------- | ------------------------------------------------- |
| Adlig Schönbaum                     |                 | 1902 in die LG Schönbaum eingegliedert            |
| Eiserwerk                           |                 | 1928 in die LG Schönwalde eingegliedert           |
| Groß Schönbaum 1897–1945 Königstann |                 | 1928 in die LG Schönbaum eingegliedert            |
| Klein Pothlack                      | Rasdolje        | 1897 in den Amtsbezirk Böttchersdorf umgegliedert |
| Klein Schönbaum                     |                 | 1902 in den GB Schönbaum eingegliedert            |
| Königlich Schönbaum                 |                 | 1902 in die LG Schönbaum eingegliedert            |
| Marienberg                          | Petrowka        | 1928 in die LG Schönwalde eingegliedert           |
| Schönwalde (LG)                     | Rasswet         |                                                   |
| Schönwalde (GB)                     |                 | 1928 in die LG Schönwalde eingegliedert           |
| ab 1902:                            |                 |                                                   |
| Schönbaum (LG)                      | Berjosowo       |                                                   |
| Schönbaum (GB)                      |                 | 1928 in die LG Schönbaum eingegliedert            |

Im Jahre 1945 bildeten lediglich noch die Gemeinden Schönbaum und Schönwalde den Amtsbezirk Schönwalde.

## Religion

### Christentum

#### Evangelisch

##### Kirchengebäude
Bei der Kirche in Schönwalde handelte es sich um einen chorlosen Saalbau aus dem Jahre 1790. Sie hatte einen hölzernen Dachreiter sowie ein separates Glockenhaus.
Das Gotteshaus wurde an der Stelle einer Ordenskirche errichtet, die schon Ende des 14. Jahrhunderts bezeugt ist. Ein Weihwasserbecken aus Granit und einige Holzschnitzereien aus früherer Zeit waren erhalten. Von der Kirche wie vom Dorf Schönwalde überhaupt sind keine Reste mehr erkennbar.

##### Kirchengemeinde
Schönwalde war eine mit Auglitten (russisch Progress) verbundene Kirchengemeinde. Pfarrsitz war Auglitten. In Schönwalde selbst bestand schon in vorreformatorischer Zeit eine Kirche. Bis ins 19. Jahrhundert hinein war Schönwalde eine Filialgemeinde von Auglitten, wurde dann aber verselbständigt, weiterhin jedoch unter dem gemeinsamen Pfarramt. Das Kirchenpatronat für Schönwalde oblag dem Rittergutsbesitzer auf Schönwalde. Der Sprengel Schönwalde zählte 750 Gemeindeglieder (von 1.800 der Gesamtpfarrei) und gehörte zuletzt zum Kirchenkreis Friedland (russisch Prawdinsk) bzw. Bartenstein (polnisch Bartoszyce) in der Kirchenprovinz Ostpreußen der Kirche der Altpreußischen Union.

##### Kirchspielorte
Der Sprengel Schönwalde des bis 1945 existenten Kirchspiels Auglitten-Schönwalde umfasste sieben Orte:
| Deutscher Name                       | Russischer Name |  | Deutscher Name | Russischer Name |
| ------------------------------------ | --------------- |  | -------------- | --------------- |
| Eiserwerk                            |                 |  | Moritzblick    |                 |
| Königstann, bis 1897: Groß Schönbaum | Berjosowo       |  | Schönbaum      | Berjosowo       |
| Krügerwalde                          | Rasdolje        |  | Schönwalde     | Rasswet         |
| Marienberg                           | Petrowka        |  |                |                 |

##### Kirchenbücher
Die Kirchenbücher wurden bis 1812 gemeinsam mit Auglitten geführt. Danach für beide Gemeinden separat. Von den Kirchenbüchern für Schönwalde sind erhalten und werden im Evangelischen Zentralarchiv in Berlin-Kreuzberg aufbewahrt:
Taufen: 1813 bis 1847, Trauungen: 1813 bis 1848, Begräbnisse: 1813 bis 1848.

#### Römisch-katholisch
Bis 1945 war Schönwalde katholischerseits nach Friedland (Prawdinsk) eingepfarrt. Die dortige Pfarrei gehörte zum damaligen Bistum Ermland.

## Verkehr
Die so gut wie nicht mehr erkennbare Ortsstelle von Rasswet liegt an einer Nebenstraße, die bei Kurortnoje (Wohnsdorf) von der 27A-029 abzweigt und über Berjosowo (Schönbaum) und Petrowka (Marienberg) bis nach Sewskoje (Böttchersdorf) an der 27A-083 (frühere deutsche Reichsstraße 131) führt. Eine andere Nebenstraße von Trostniki (Schakendorf) über Djatlowo (Sophienberg) kommend endet in Rasswet.
Eine Bahnanbindung bestand nicht.